# لورو (کمون فرانسه)
لورو (فرانسوی: Lauroux‎؛ ‏تلفظ فرانسوی: [loʁu]) یک کمون در شهرستان اِرو واقع در  ناحیهٔ اُکسیتنی در جنوب فرانسه است.

## جمعیت

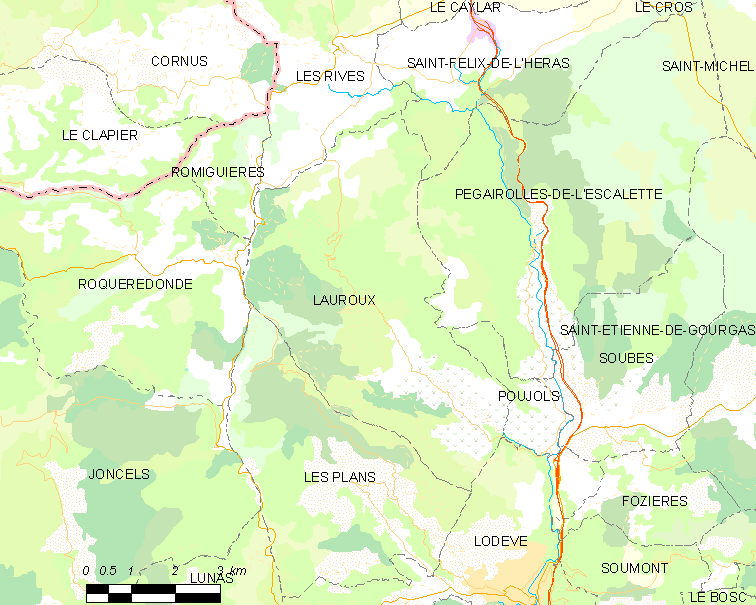
نقشه